# Cheilomenes lunata
Cheilomenes lunata es una especie de coccinélido, descripta inicialmente por Fabricius en 1775. Se localiza principalmente en el continente africano.
Este insecto es predador del pulgón lanígero del manzano (Eriosoma lanigerum), como así también de otras especies de áfidos. Por ser enemigo natural de ciertos áfidos, se lo puede utilizar para su control biológico.